# Barbus subquincunciatus
Barbus subquincunciatus är en fiskart som beskrevs av Günther, 1868. Barbus subquincunciatus ingår i släktet Barbus och familjen karpfiskar. Inga underarter finns listade.